# Laggera pterodonta
Laggera pterodonta là một loài thực vật có hoa trong họ Cúc. Loài này được (DC.) Sch.Bip. ex Oliv. mô tả khoa học đầu tiên năm 1873.